# Чижи (Могилёвская область)
Чижи́ (бел. Чыжы) — деревня в составе Радомльского сельсовета Чаусского района Могилёвской области Белоруссии.

## Население
- 2010 год — 7 человек